# Ophionellus claviger
Ophionellus claviger är en stekelart som beskrevs av Dasch 1984. Ophionellus claviger ingår i släktet Ophionellus och familjen brokparasitsteklar. Inga underarter finns listade i Catalogue of Life.